# Arconville
Arconville település Franciaországban, Aube megyében. Lakosainak száma 107 fő (2022. január 1.). Arconville Baroville, Champignol-lez-Mondeville, Urville és Ville-sous-la-Ferté községekkel határos.

## Népesség
A település népessége az elmúlt években az alábbi módon változott:
| Lakosok száma | 148  | 123  | 162  | 122  | 111  | 109  | 105  | 104  | 104  | 107  |
|               | 1968 | 1982 | 1990 | 2006 | 2013 | 2015 | 2017 | 2019 | 2020 | 2022 |